# Киселева, Ирина Владимировна
Ирина Владимировна Киселева (23 июля 1967, Москва, СССР) — советская спортсменка по современному пятиборью. Заслуженный мастер спорта СССР (1986), 4-х кратная чемпионка мира (1984, 1986—1987) в личном и командном первенстве. Выступала за «Буревестник», Вооружённые Силы (ЦСКА) г. Москва. Первая чемпионка СССР (1985) и победитель первого розыгрыша Кубка СССР (1988) по современному пятиборью в личном первенстве.

## Биография
Тренировалась под руководством своего отца — Киселева Владимира Петровича, заслуженного тренера СССР, мастера спорта международного класса, кандидата педагогических наук, доцента кафедры теории и методики фехтования и современного пятиборья РГУФК.
Была замужем за Сергеем Бирюковым, мастером спорта по современному пятиборью («Динамо»). В браке родился сын Михаил (1992—2019)Бирюков Михаил, мастер спорта по теннису, член сборной команды России, пятикратный чемпион России, четырех кратный победитель Кубка РТТ, серебряный призер юношеских олимпийский игр 2010 года, победитель турнира  А-категория в Милане 2010 года, участник турниров Большого Шлема до 18 лет.
Образование: с отличием окончила ГЦОЛИФК (Москва), факультет спортивных единоборств и прикладных видов физкультурно-спортивной деятельности, направление — современное пятиборье, специальность — физическая культура и спорт, тренер по современному пятиборью. Окончила аспиратору.

## Достижения
- Чемпионка мира в личном первенстве (1986, 1987)
- Чемпионка мира в командном первенстве (1984, 1987)
- Серебряный призёр чемпионата мира в команде (1985)
- Серебряный призёр чемпионатов мира в личном первенстве (1985, 1988)
- Серебряный призёр I Игр Доброй Воли (Москва) 1986 года
- Чемпионка СССР в личном первенстве (1985, 1987)
- Победитель I Кубка СССР по современному пятиборью (1988)

Участница I Чемпионата Европы по современному пятиборью (1989) Модена Италия — 17 место в личном первенстве и 6 место в командном зачёте (И. Киселева, Т. Чернецкая, С. Добротворская).
Ирина Киселева является самой молодой в истории женского современного пятиборья чемпионкой мира в личном первенстве. Она завоевала золотую медаль на чемпионате мира 1986 года в Монтекатини-Терме  Италия в возрасте 19 лет и 17 дней.